# Греве ин Кјанти
Греве ин Кјанти (итал. Greve in Chianti) је насеље у Италији у округу Фиренца, региону Тоскана.
Према процени из 2011. у насељу је живело 3792 становника. Насеље се налази на надморској висини од 240 м.

## Становништво
| 1936.  | 1951.  | 1961.  | 1971.  | 1981.  | 1991.  | 2001.  | 2011.  |
| ------ | ------ | ------ | ------ | ------ | ------ | ------ | ------ |
| 14.189 | 13.233 | 11.510 | 10.061 | 10.534 | 11.139 | 12.874 | 13.886 |